# Úbočí (Výsluní)
Úbočí (německy Zieberle) je zaniklá vesnice, část města Výsluní v okrese Chomutov. Nachází se asi 4,5 kilometru na jihovýchod od Výsluní.

## Název
Původní název vesnice byl zdrobnělinou německého slova Zuber (čber, džber), a znamenalo tedy Čeblík. V historických pramenech se jméno vesnice vyskytuje ve tvarech: Czibrle (1431), in Czybrly (1446), w Sybrle (1543), Czybrli ves (1519), Zuberle (1608), Ziberle (1787), Zieberl (1846) a Ziberle nebo Zieberle (1854). Do roku 1948, kdy byl stanoven nový název Úbočí, se vesnice jmenovala Ciberle.

## Historie
První písemná zmínka o Úbočí pochází z roku 1236, kdy vesnice patřila ke královskému majetku a spravována byla z Kadaně. V polovině čtrnáctého století ji získali páni ze Šumburka, kteří ji připojili k panství hradu Perštejn. Jeho majiteli se v roce 1446 stali Mikuláš II. a Jan Popel z Lobkovic, v jejichž rodě zůstalo až do roku 1594, kdy císař Rudolf II. Jiřímu Popelovi z Lobkovic zkonfiskoval veškerý majetek. Cena vesnice s pěti poddanými byla tehdy stanovena na 225 kop míšeňských grošů.

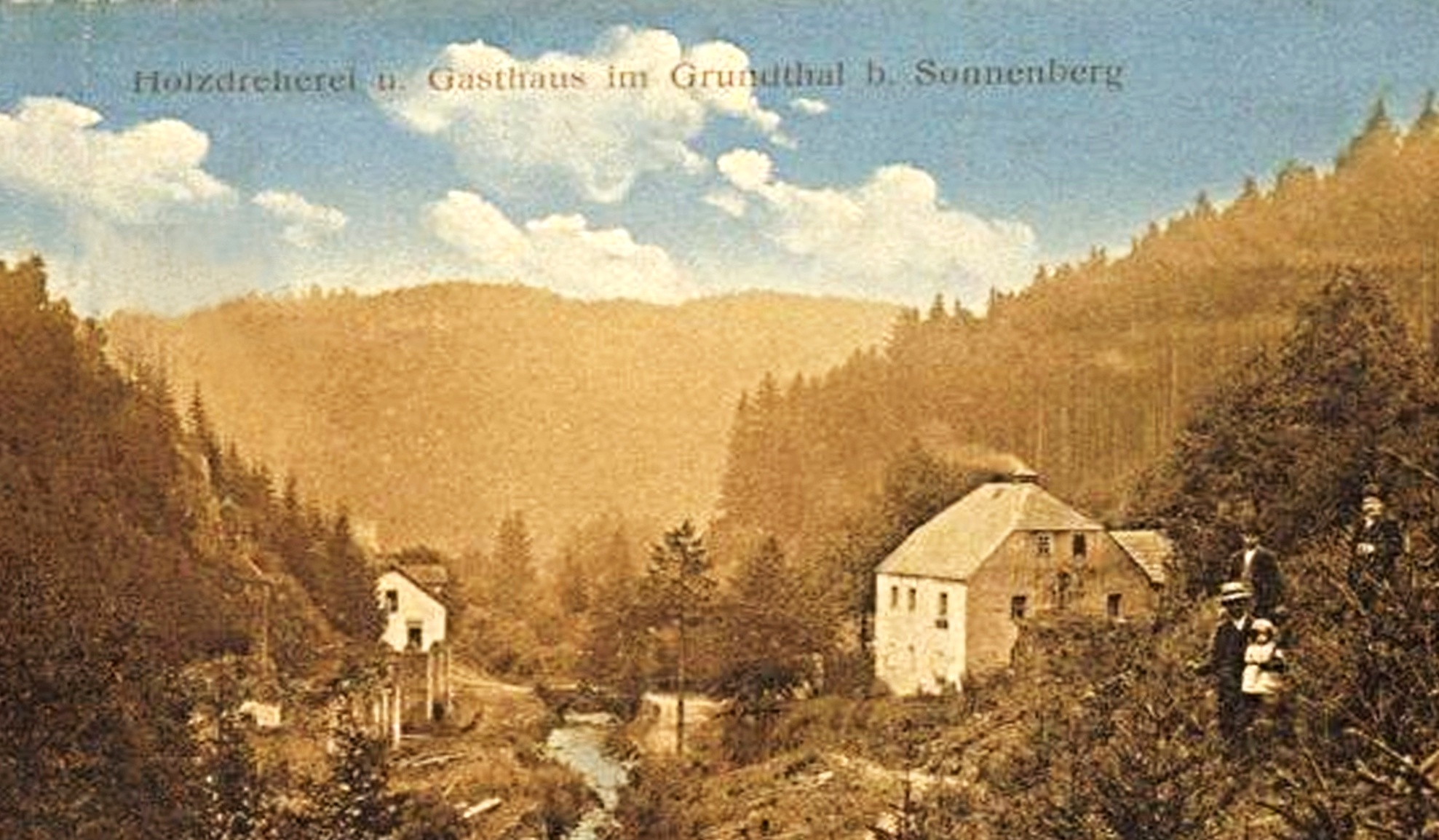
Úbočí, hostinec v údolí Prunéřovského potoka na historické pohlednici

Odlehlá poloha vesnici nejspíš uchránila před přímými dopady třicetileté války. Podle berní ruly z roku 1654 mělo Úbočí domy v dobrém stavu. Žili v nich čtyři sedláci, jeden chalupník a jedna zahradnice. Sedláci měli jedenáct potahů a chovali třináct krav, šestnáct jalovic, tři prasata a dvanáct koz. Chalupníkovi patřily tři potahy, tři krávy, čtyři jalovice a jedna koza. Chov dobytka a práce v lese byly hlavními zdroji obživy.
V osmnáctém století k vesnici patřil mlýn s jedním kolem na nestálé vodě. Dva lidé se živili jako formani, dva pracovali jako nádeníci a jeden tzv. vozič pytlů přepravoval náklady po lesních cestách.
Ve dvacátém století ve vsi nebyla zavedena elektřina ani vodovod, a lidé chodili pro vodu k obecní kašně. Po druhé světové válce se museli němečtí obyvatelé vystěhovat a poslední Čech se odstěhoval do Výsluní v roce 1974. Vesnice tak zanikla vysídlením, a její zástavba byla zbořena.

## Přírodní poměry
Úbočí stávalo v katastrálním území Úbočí u Výsluní s rozlohou 1,18 km² jeden kilometr jižně od Výsluní. Oblast se nachází v Krušných horách, konkrétně v jejich okrsku Přísečnická hornatina tvořeném starohorními a prvohorními svory, pararulami a ortorulami krušnohorského krystalinika. Nadmořská výška území se pohybuje přibližně v rozmezí 550–760 metrů. Nejnižší bod je na dně Prunéřovského údolí, kterým protéká Prunéřovský potok a vede jihovýchodní hranice katastrálního území. Nejvyšším bodem je bezejmenná kóta (760 metrů), přes kterou vede západní hranice území. Severovýchodní hranici tvoří drobný Zvonící potok. Z půdních typů převažuje v severní části podzol kambický, který se vyvinul na svahovinách rul, ale v na svazích Prunéřovského údolí se vyskytuje kambizem dystrická.
V Quittově klasifikaci podnebí leží většina katastrálního území v chladné oblasti CH6, ale údolní svahy na jihu už patří do mírně teplé oblasti MT4. Pro oblast CH7 jsou typické průměrné teploty −3 až −4 °C v lednu a 15–16 °C v červenci. Roční úhrn srážek dosahuje 850–1000 milimetrů, sníh zde leží 100–120 dní v roce. Mrazových dnů bývá 140–160, zatímco letních dnů jen 10–30. Oblast MT4 je teplejší a sušší.
Téměř celé katastrální území, s výjimkou malé části severně od silnice II/223, je součástí přírodního parku Údolí Prunéřovského potoka. Nepatrné pozůstatky vesnice se nachází uvnitř obory Úbočí.

## Obyvatelstvo
Při sčítání lidu v roce 1921 zde žilo padesát obyvatel (z toho 23 mužů). Kromě německé většiny zde žili také tři cizinci. Všichni byli římskými katolíky. Podle sčítání lidu z roku 1930 měla vesnice 54 obyvatel: 51 Němců a tři cizince a opět se všichni hlásili k římskokatolické církvi.
Úbočí patřilo k farnosti Výsluní, ale obyvatelé vsi chodili do kostela svatého Petra a Pavla ve Volyni.
|                                                                                          | 1869 | 1880 | 1890 | 1900 | 1910 | 1921 | 1930 | 1950 | 1961 | 1970 | 1980 | 1991 | 2001 | 2011 | 2021 |
| ---------------------------------------------------------------------------------------- | ---- | ---- | ---- | ---- | ---- | ---- | ---- | ---- | ---- | ---- | ---- | ---- | ---- | ---- | ---- |
| Obyvatelé                                                                                | 81   | 65   | 57   | 61   | 62   | 50   | 54   | -    | 3    | -    | .    | .    | -    | -    | -    |
| Domy                                                                                     | 11   | 11   | 11   | 10   | 11   | 11   | 11   | 11   | .    | -    | .    | .    | -    | 1    | 1    |
| Počet domů z roku 1961 a údaje z let 1980 a 1990 jsou zahrnuté v přehledu města Výsluní. |      |      |      |      |      |      |      |      |      |      |      |      |      |      |      |

## Obecní správa
Po zrušení patrimoniální správy se Úbočí stalo roku 1850 samostatnou obcí, kterou zůstalo až do roku 1950, kdy se stalo osadou Výsluní a 1. dubna 1967 jako část obce úředně zaniklo. Formálně bylo obnoveno 1. ledna 1999.